# 員山溫泉
24°44′58″N 121°42′47″E / 24.749423°N 121.713104°E
員山溫泉座落於臺灣宜蘭縣員山鄉，距宜蘭市約四公里，又名宜蘭溫泉。依地質分類，員山溫泉於於蘭陽平原沉積岩區溫泉，溫泉水自第三紀地層活動區沖積礫石層湧出，出露點在溫泉區中較小的圓丘（內員山）。

## 泉質
員山溫泉清澈透明，水溫約38-42℃，酸鹼值為pH 7.7，泉水中碳酸氫根離子約285ppm，氯離子約303ppm，鈉離子約274ppm，屬於碳酸氫鈉氯化物泉。

## 歷史
早在台灣清領時期，員山溫泉即被發現，到了台灣日治時期由當地人士合資興建公共浴場及溫泉旅社，繁盛一時，但榮景已被附近的礁溪溫泉所取代。

## 交通
- 大眾運輸工具：

自台北市或新北市新店區搭乘國道客運往宜蘭市，在宜蘭市再轉搭1785或753公車往圳頭至員山溫泉站下車。
- 開車:

從北部經蔣渭水高速公路至宜蘭市，轉接台7線行約3.2公里到員山鄉，再轉接復興路，續行約1.3公里抵達員山溫泉。 